# Perilen
Perilenul este o hidrocarbură aromatică policiclică cu formula chimică C20H12, care formează cristale aurii, cu o fluorescență albastră. Compusul sau derivații săi ar putea fi cancerigeni, și se crede că ar fi un poluant periculos. 

## Obținere
Perilenul se obține prin încălzirea naftalinei cu clorură de aluminiu, la 140 °C. Reacția a fost descoperită de R. Scholl în 1910.

## Structură

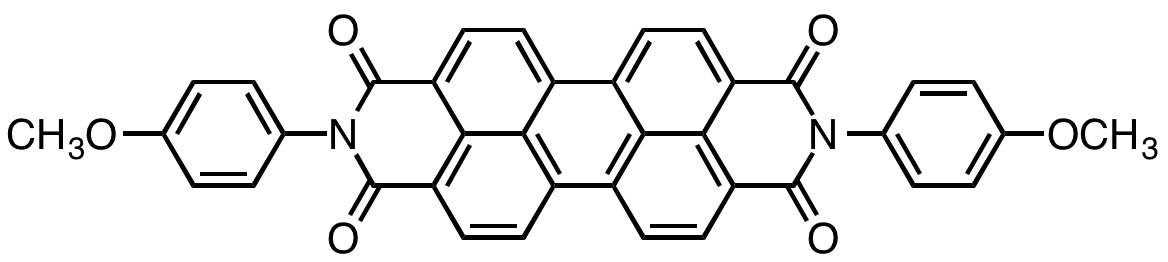
Vat roșu 29 este un exemplu tipic de compus ce conține nucleu de perilen

Molecula de perilen este formată din două molecule de naftalină conectate prin două legături de C-C în pozițiile 1 și 8. Toți atomii de carbon din molecula perilenului se află în starea de hibridizare sp2. Structura perilenului a fost intens sutdiată cu ajutorul cristalografiei cu raze X.